# Beerenberg (Sauerland)

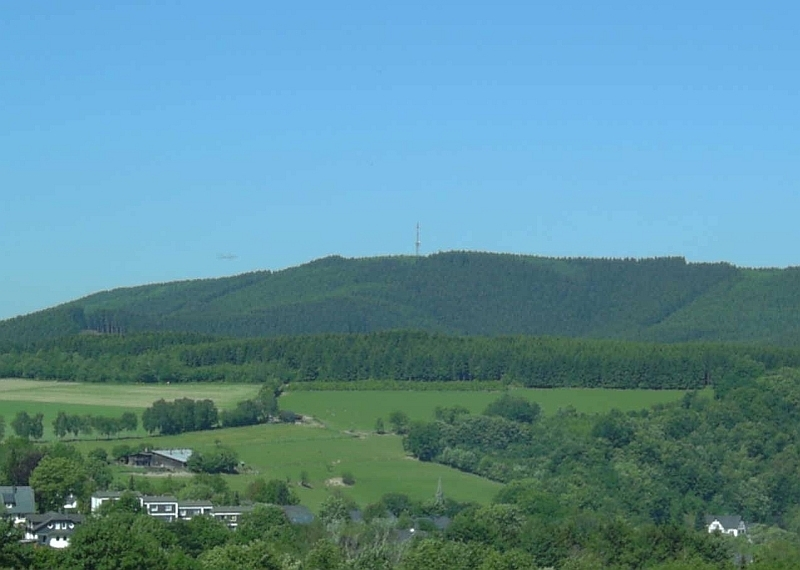
Blick von Schmallenberg westsüdwestwärts zum Beerenberg

Der Beerenberg ist ein 614,1 m ü. NHN hoher Berg der Saalhauser Berge bei Werpe im nordrhein-westfälischen Hochsauerlandkreis.

## Geographie

### Lage
Der Beerenberg erhebt sich innerhalb des Sauerlandes im Ostteil der Saalhauser Berge im Naturpark Sauerland-Rothaargebirge. Sein Gipfel liegt etwa 2,5 km westsüdwestlich der Kernstadt von Schmallenberg, 1,5 km nordnordwestlich Fleckenberg, 1,2 km östlich von Harbecke und 1 km südlich von Werpe, die alle zu Schmallenberg gehören. Die Gipfelregion zählt zur Gemarkung Werpe, die Südflanke zu jener von Fleckenberg und kleine östliche Teile zur Gemarkung Schmallenberg. Südöstlich des bewaldeten Berges und der Saalhauser Berge fließt die Lenne; jenseits davon erstreckt sich das Rothaargebirge. In die Lenne münden, jeweils am Berg entspringend, die Bermecke und die Harbecke.

### Naturräumliche Zuordnung
Der Beerenberg gehört in der naturräumlichen Haupteinheitengruppe Süderbergland (Nr. 33), in der Haupteinheit Südsauerländer Bergland (3362) und in der Untereinheit Südsauerländer Rothaarvorhöhen (3362.5) zum Naturraum Oberlennebergland (3362.52).

## Sonstiges
Auf dem Beerenberg liegen Teile des Landschaftsschutzgebiets Rothaargebirge – Hochsauerlandkreis-Teilfläche 1 (CDDA-Nr. 323981; 1994 ausgewiesen, 140,53 km² groß). Auf dem Berggipfel befindet sich der Sender Beerenberg von Radio Sauerland und ein Sendemast für Mobilfunk.

## Verkehr
Den Beerenberg kann man umfahren: Östlich und südlich vorbei am Berg verläuft im Lennetal die Bundesstraße 236 von Schmallenberg südwestwärts nach Fleckenberg und dann westwärts nach Lenne. Von dort führt die Kreisstraße 36 nordostwärts durch Harbecke nach Werpe, von wo die Landesstraße 737 ostwärts nach Schmallenberg verläuft, wo sie auf die B 236 trifft.